# Gatterlaufzeit
Als Gatterlaufzeit tP oder tPD (englisch propagation delay) bezeichnet man in der Digital- und Elektrotechnik die für die verwendeten Bauteile (Logikgatter) charakteristische Laufzeit von Signalen von einem Eingang zu einem Ausgang des Gatters.

Gatterlaufzeiten eines NOT-Gatters

Richtungsabhängig wird diese Zeit abgekürzt mit:
- tPLH für steigende Flanken (Low → High)
- tPHL für fallende Flanken (High → Low) am Ausgang.

Gatter als diskrete Bauelemente haben Laufzeiten im Bereich weniger Nanosekunden (ns) bis über 100 ns, siehe Logikfamilie. Die Zeiten werden von den Herstellern in den Datenblättern für bestimmte Bedingungen angegeben, meist für eine dem Fan-Out entsprechende kapazitive Last und eine hohe Temperatur, manchmal getrennt für verschiedene Versorgungsspannungen. Meist sind je drei Werte angegeben: Minimalwert, typischer Wert und Maximalwert. Bei den Grenzen handelt es sich um Zusicherungen des Herstellers. Sie sind großzügig bemessen, da die Hersteller höchstens Stichproben messen.
Präzise gemessen werden Laufzeiten über die Frequenz eines Ringoszillators. Die Zeiten streuen innerhalb einer Charge und unterscheiden sich manchmal deutlich zwischen Chargen und auch unter Herstellern.
Innerhalb integrierter Schaltungen sind Gatter für kleinere Spannungen und Ströme ausgelegt, die Eingänge haben eine geringere Kapazität, weil ohne Schutzbeschaltung. Daher sind die Gatterlaufzeiten viel kleiner. Für die auf Gatterebene konfigurierbaren FPGAs liegen sie im Bereich einiger 10 bis 100 Picosekunden, innerhalb von Prozessorkernen teilweise weit unter einer Picosekunde.
Zu Gatterlaufzeiten kommen Laufzeiten auf Signalwegen hinzu. Konkrete Methoden zur Ermittlung von Gesamtlaufzeiten durch beliebige Netzwerke stellt die Laufzeittoleranzrechnung bereit.